# Абдельазіз Фагмі
Абдельазіз Фагмі (араб. عزيز فهمي, 1914, Єгипет — 1991, Канада) — єгипетський футболіст, що грав на позиції воротаря за клуб «Аль-Аглі», а також національну збірну Єгипту.

## Клубна кар'єра
У клубному футболі відомий за виступами у команді «Аль-Аглі». 

## Виступи за збірну
Був присутній в заявці збірної на чемпіонаті світу 1934 року в Італії, але на поле не виходив.